# Rossignol doré
Tarsiger chrysaeus
Espèce
Statut de conservation UICN

 LC  : Préoccupation mineure
Le Rossignol doré (Tarsiger chrysaeus) est une espèce d'oiseaux de la famille des Muscicapidae.
Son aire s'étend le long de l'Himalaya jusqu'au centre de la Chine et de la Birmanie.